# 3080 Мойсеєв
3080 Мойсеєв (3080 Moisseiev) — астероїд головного поясу, відкритий 3 жовтня 1935 року.
Тіссеранів параметр щодо Юпітера — 3,342.